# Lista planetelor minore: 242001–243000
Aceasta este lista planetelor minore cu numerele 242001–243000.

## 242001–242100
| Denumire | Denumire provizorie | Data descoperirii | Locul descoperirii | Descoperitor(i) |
| -------- | ------------------- | ----------------- | ------------------ | --------------- |
| 242001 – | 2002 OA15           | 18 iulie 2002     | Socorro            | LINEAR          |
| 242002 – | 2002 PX1            | 4 august 2002     | Reedy Creek        | J. Broughton    |
| 242003 – | 2002 PZ19           | 6 august 2002     | Palomar            | NEAT            |
| 242012 – | 2002 PV110          | 13 august 2002    | Anderson Mesa      | LONEOS          |
| 242015 – | 2002 PJ160          | 8 august 2002     | Palomar            | S. F. Hönig     |
| 242024 – | 2002 QB50           | 29 august 2002    | Palomar            | R. Matson       |
| 242027 – | 2002 QX64           | 16 august 2002    | Haleakala          | NEAT            |
| 242067 – | 2002 TF70           | 2 octombrie 2002  | Campo Imperatore   | CINEOS          |
| 242080 – | 2002 TW192          | 3 octombrie 2002  | Kitt Peak          | Spacewatch      |
| 242093 – | 2002 TP356          | 10 octombrie 2002 | Apache Point       | SDSS            |

## 242101–242200
| Denumire | Denumire provizorie | Data descoperirii | Locul descoperirii | Descoperitor(i)        |
| -------- | ------------------- | ----------------- | ------------------ | ---------------------- |
| 242117 – | 2002 VW135          | 7 noiembrie 2002  | Kitt Peak          | M. W. Buie             |
| 242135 – | 2003 AQ4            | 1 ianuarie 2003   | Kingsnake          | J. V. McClusky         |
| 242147 – | 2003 BH84           | 25 ianuarie 2003  | La Silla           | A. Boattini, H. Scholl |
| 242153 – | 2003 DH10           | 23 februarie 2003 | Črni Vrh           | H. Mikuž               |
| 242172 – | 2003 GH53           | 12 aprilie 2003   | Uccle              | T. Pauwels             |
| 242197 – | 2003 PJ11           | 4 august 2003     | Needville          | J. Dellinger           |

## 242201–242300
| Denumire | Denumire provizorie | Data descoperirii  | Locul descoperirii | Descoperitor(i) |
| -------- | ------------------- | ------------------ | ------------------ | --------------- |
| 242215 – | 2003 RA10           | 5 septembrie 2003  | Essen              | T. Payer        |
| 242235 – | 2003 SM129          | 20 septembrie 2003 | Kleť               | Kleť            |
| 242244 – | 2003 SW217          | 28 septembrie 2003 | Emerald Lane       | L. Ball         |
| 242246 – | 2003 SN222          | 28 septembrie 2003 | Desert Eagle       | W. K. Y. Yeung  |

## 242301–242400
| Denumire | Denumire provizorie | Data descoperirii | Locul descoperirii | Descoperitor(i)  |
| -------- | ------------------- | ----------------- | ------------------ | ---------------- |
| 242308 – | 2003 WA89           | 16 noiembrie 2003 | Catalina           | CSS              |
| 242393 – | 2004 FO18           | 26 martie 2004    | Kitt Peak          | Deep Lens Survey |

## 242401–242500
| Denumire           | Denumire provizorie | Data descoperirii  | Locul descoperirii | Descoperitor(i)     |
| ------------------ | ------------------- | ------------------ | ------------------ | ------------------- |
| 242415 –           | 2004 GX28           | 14 aprilie 2004    | Goodricke-Pigott   | V. Reddy            |
| 242418 –           | 2004 GV73           | 11 aprilie 2004    | Bergisch Gladbach  | W. Bickel           |
| 242435 –           | 2004 ND30           | 15 iulie 2004      | Siding Spring      | SSS                 |
| 242450             | 2004 QY2            | 20 august 2004     | Siding Spring      | SSS                 |
| 242468 –           | 2004 SA3            | 17 septembrie 2004 | Piszkéstető        | K. Sárneczky        |
| 242479 Marijampole | 2004 TF115          | 12 octombrie 2004  | Moletai            | MAO                 |
| 242488 –           | 2004 VJ24           | 7 noiembrie 2004   | Antares            | Antares Observatory |
| 242491 –           | 2004 VS65           | 14 noiembrie 2004  | Cordell-Lorenz     | D. T. Durig         |
| 242492 Fantomas    | 2004 VU65           | 10 noiembrie 2004  | Nogales            | M. Ory              |
| 242493             | 2004 WO12           | 22 noiembrie 2004  | Siding Spring      | R. H. McNaught      |

## 242501–242600
| Denumire         | Denumire provizorie | Data descoperirii | Locul descoperirii | Descoperitor(i)     |
| ---------------- | ------------------- | ----------------- | ------------------ | ------------------- |
| 242505 –         | 2004 XS84           | 12 decembrie 2004 | Jarnac             | Jarnac              |
| 242512 –         | 2004 YP14           | 18 decembrie 2004 | Mount Lemmon       | Mount Lemmon Survey |
| 242516 –         | 2005 AW             | 4 ianuarie 2005   | Vicques            | M. Ory              |
| 242523 Kreszgéza | 2005 AJ10           | 5 ianuarie 2005   | Piszkéstető        | K. Sárneczky        |
| 242529 Hilaomar  | 2005 AL54           | 13 ianuarie 2005  | Vicques            | M. Ory              |
| 242593 –         | 2005 JE12           | 4 mai 2005        | Mauna Kea          | C. Veillet          |

## 242601–242700
| Denumire        | Denumire provizorie | Data descoperirii  | Locul descoperirii | Descoperitor(i) |
| --------------- | ------------------- | ------------------ | ------------------ | --------------- |
| 242619 –        | 2005 JL174          | 11 mai 2005        | Cerro Tololo       | M. W. Buie      |
| 242640 –        | 2005 ND             | 2 iulie 2005       | Wrightwood         | J. W. Young     |
| 242648 Fribourg | 2005 NQ63           | 13 iulie 2005      | Marly              | P. Kocher       |
| 242660 –        | 2005 QR88           | 29 august 2005     | Goodricke-Pigott   | R. A. Tucker    |
| 242664 –        | 2005 ST25           | 28 septembrie 2005 | Eskridge           | G. Hug          |
| 242698 –        | 2005 TS52           | 11 octombrie 2005  | Junk Bond          | D. Healy        |

## 242801–242900
| Denumire               | Denumire provizorie | Data descoperirii | Locul descoperirii | Descoperitor(i) |
| ---------------------- | ------------------- | ----------------- | ------------------ | --------------- |
| 242830 Richardwessling | 2006 DK8            | 21 februarie 2006 | Antares            | R. Holmes       |
| 242844 –               | 2006 EM             | 5 martie 2006     | Mayhill            | A. Lowe         |
| 242883 –               | 2006 JH6            | 2 mai 2006        | Nyukasa            | Nyukasa         |

## 242901–243000
| Denumire | Denumire provizorie | Data descoperirii  | Locul descoperirii | Descoperitor(i)     |
| -------- | ------------------- | ------------------ | ------------------ | ------------------- |
| 242913 – | 2006 MS13           | 27 iunie 2006      | Hibiscus           | S. F. Hönig         |
| 242916 – | 2006 OS2            | 19 iulie 2006      | Lulin Observatory  | LUSS                |
| 242924 – | 2006 PK22           | 15 august 2006     | Lulin Observatory  | C.-S. Lin, Q.-z. Ye |
| 242962 – | 2006 SP49           | 19 septembrie 2006 | Calvin-Rehoboth    | Calvin College      |